# Kimbo Caffè
 (novembre 2024).
La mise en forme du texte ne suit pas les recommandations de Wikipédia : il faut le « wikifier ».
Les points d'amélioration suivants sont les cas les plus fréquents. Le détail des points à revoir est peut-être précisé sur la page de discussion.
- Les titres sont pré-formatés par le logiciel. Ils ne sont ni en capitales, ni en gras.
- Le texte ne doit pas être écrit en capitales (les noms de famille non plus), ni en gras, ni en italique, ni en « petit »…
- Le gras n'est utilisé que pour surligner le titre de l'article dans l'introduction, une seule fois.
- L'italique est rarement utilisé : mots en langue étrangère, titres d'œuvres, noms de bateaux, etc.
- Les citations ne sont pas en italique mais en corps de texte normal. Elles sont entourées par des guillemets français : « et ».
- Les listes à puces sont à éviter, des paragraphes rédigés étant largement préférés. Les tableaux sont à réserver à la présentation de données structurées (résultats, etc.).
- Les appels de note de bas de page (petits chiffres en exposant, introduits par l'outil «  Source ») sont à placer entre la fin de phrase et le point final[comme ça].
- Les liens internes (vers d'autres articles de Wikipédia) sont à choisir avec parcimonie. Créez des liens vers des articles approfondissant le sujet. Les termes génériques sans rapport avec le sujet sont à éviter, ainsi que les répétitions de liens vers un même terme.
- Les liens externes sont à placer uniquement dans une section « Liens externes », à la fin de l'article. Ces liens sont à choisir avec parcimonie suivant les règles définies. Si un lien sert de source à l'article, son insertion dans le texte est à faire par les notes de bas de page.
- La présentation des références doit suivre les conventions bibliographiques. Il est recommandé d'utiliser les modèles {{Ouvrage}}, {{Chapitre}}, {{Article}}, {{Lien web}} et/ou {{Bibliographie}}. Le mode d'édition visuel peut mettre en forme automatiquement les références.
- Insérer une infobox (cadre d'informations à droite) n'est pas obligatoire pour parachever la mise en page.

Pour une aide détaillée, merci de consulter Aide:Wikification.
Si vous pensez que ces points ont été résolus, vous pouvez retirer ce bandeau et améliorer la mise en forme d'un autre article.
Kimbo Caffè est une entreprise italienne de production et torréfaction de café qui, d'abord sous la marque Café do Brasil créée dans les années 1950 à Naples, puis depuis 2013, ayant pris le nom de sa marque plus célèbre et la remplaçant par l'initiale Café do Brasil, compte quatre marques : Kimbo, Kosé, Caffè Karalis, La Tazza d'oro.

## Histoire
Café do Brasil a été fondé dans les années 1950 à Naples par les trois frères Rubino - Francesco, Gerardo, Elio - qui torréfiaient du café dans la pâtisserie de leur père et vendaient leur café dans des sacs en papier. Ils créent la marque Café do Brasil et ouvrent leur usine de torréfaction à Melito en 1963,. Café do Brasil se spécialisait dans la torréfaction et la vente de café pour les bars puis pour les particuliers. "Kimbo Caffè" nait en 1963, et a été rejoint en 1991 par la marque Kosé. Dans les années 2000, le groupe lance sa propre gamme de machine à expresso à dosettes. De nombreux produits dérivés (tasses, gobelets, néons...) sont distribués autour de la marque. Le café se décline en sachets, boîtes et dosettes.
C'est l'une des marques de café italiennes plus connues au monde.
Sur l'année 2018, Kimbo enregistre un chiffre d'affaires de 187,5 millions d'euros. En avril 2020, Roberto Grasso est nommé directeur général de Kimbo Caffè. En mai 2020, des triporteurs barista sont lancés dans la capitale française pour distribuer du café espresso de la marque Kimbo aux Parisiens dans leurs déplacements. En 2024, le groupe est de nouveau en expansion.

## Distributeurs étrangers
À travers le monde, la marque est distribuée par :
- Allemagne : Stefano Misischia
- Canada : Gigi Importing
- France : France Boissons
  - Corse : Société Européenne de distribution de café
- Japon : Japan Europe Trading
- Roumanie : Nordic Import Export
- Royaume-Uni : Metropolitan Coffee Company
- Suisse : Espresso Club
- États-Unis : Penta International
- Maroc : Mecafe
- Liban : Moka & Co
- Qatar : Moka & Co
- Côte d'Ivoire : Moka & Co